# Изокарбоксазид
Изокарбоксазид (Марплан, Марплон, Энерзер) — неселективный, необратимый ингибитор моноаминоксидазы (ИМАО) класса гидразинов, используемый в качестве антидепрессанта. Наряду с фенелзином и транилципромином, это один из трёх классических ИМАО, всё ещё доступных для клинического использования при лечении психических расстройств в Соединенных Штатах, хотя он не так широко используется по сравнению с другими препаратами этого класса.
Изокарбоксазид в основном используется для лечения расстройств настроения и тревожных расстройств. Также проходили исследования о возможном использовании препарата для лечения шизофрении, болезни Паркинсона и других расстройств, связанных с деменцией.
Как и другие ИМАО, изокарбоксазид повышает уровень в головном мозге моноаминовых нейромедиаторов (моноаминов) серотонина, дофамина, норадреналина, адреналина, мелатонина и фенэтиламина.
Классические ИМАО, включая изокарбоксазид, используются лишь изредка из-за заметного взаимодействия с пищевыми продуктами и лекарствами и в значительной степени были вытеснены более современными антидепрессантами, такими как селективные ингибиторы обратного захвата серотонина (СИОЗС). Причина таких взаимодействий заключается в том, что ИМАО ингибируют метаболизм пищевых аминов (например, тирамина) и моноаминовых нейромедиаторов. В сочетании с другими препаратами, повышающими уровень моноаминов, такими как СИОЗС, или с некоторыми продуктами с высоким содержанием пищевых аминов, такими как выдержанные сыры (см. сырный синдром), ИМАО могут вызывать опасное повышение уровня моноаминов, что приводит к потенциально опасным для жизни синдромам, таким как гипертонический криз и серотониновый синдром.